# 曙橋 (神田川)

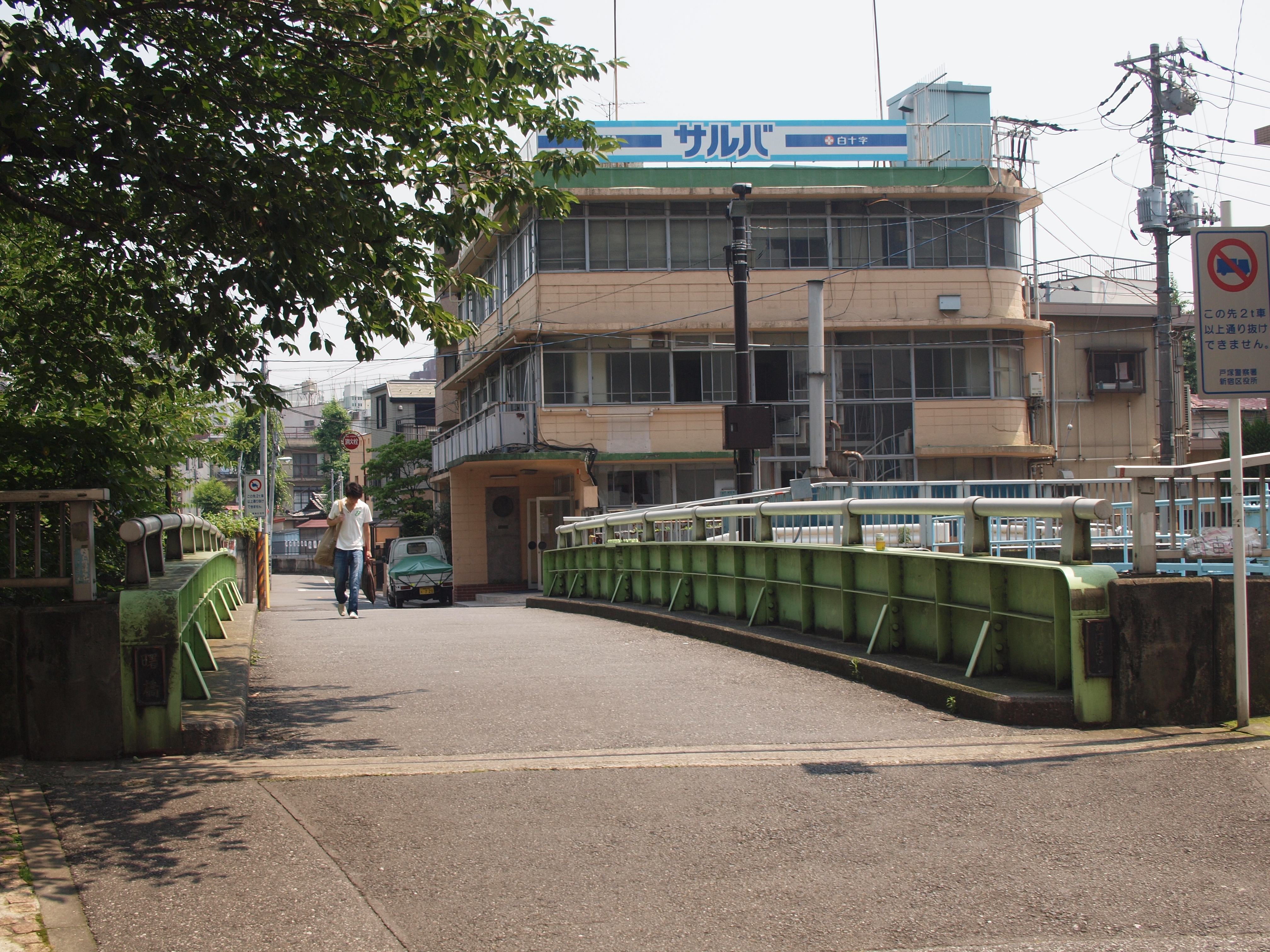
新宿区側から（2009年5月）

曙橋（あけぼのばし）は、東京都の神田川に架かる橋で、面影橋の上流100メートルほどに存在する。
神田川両岸の遊歩道はこの先上流へ向かうと明治通りに突き当たってしまうので、同橋は遊歩道の最上流に存在する橋ということになる。東京都新宿区西早稲田と豊島区高田の間に架かっており、都営地下鉄新宿線曙橋駅の駅名の由来になった曙橋とは別の位置に存在する。